# Diplobatis ommata
La raya eléctrica ocelada (Diplobatis ommata) es una especie de raya eléctrica de la familia Narcinidae, nativa de las aguas poco profundas del Pacífico central oriental, desde el Golfo de California hasta Ecuador. Esta especie, que alcanza los 25 cm de longitud, tiene un disco de aleta pectoral redondeado y aletas pélvicas con márgenes convexos. Su cola, corta y gruesa, lleva dos aletas dorsales y termina en una aleta caudal triangular. La raya eléctrica ocelada debe su nombre a la gran mancha ocular que tiene en el centro del disco, con un centro negro o amarillo rodeado de anillos concéntricos. Por lo demás, su coloración dorsal es muy variable, desde lisa a ornamentada sobre un fondo marrón claro a oscuro. La parte anterior del disco es marrón más oscuro.
De naturaleza solitaria y nocturna, la raya eléctrica ocelada vive en el fondo de hábitats arenosos y rocosos. Se desplaza por el fondo «saltando» sobre sus aletas pélvicas y se alimenta de pequeños crustáceos y gusanos poliquetos. Para defenderse, puede generar una descarga eléctrica con sus órganos eléctricos. Es probable que esta especie tenga crías vivas que se alimentan de vitelo y posteriormente de histótrofo («leche uterina») durante la gestación. La Unión Internacional para la Conservación de la Naturaleza (UICN) ha clasificado a la raya eléctrica ocelada como especie menos preocupante. Es susceptible a la intensa actividad de arrastre dentro de su limitada área de distribución.

## Taxonomía
Los ictiólogos estadounidenses David Starr Jordan y Charles Henry Gilbert describieron la raya eléctrica ocelada en un artículo publicado en 1890 en la revista científica Proceedings of the United States National Museum. Su descripción se basaba en un espécimen hembra capturado por el vapor USS Albatross de la Comisión de Pesca de Estados Unidos en 1888. La hembra fue recogida frente a la costa pacífica de Colombia a una profundidad de 60 m (200 pies). Gilbert había obtenido previamente un espécimen de Panamá en 1882, pero fue destruido en un incendio antes de que pudiera ser estudiado. Jordan y Gilbert bautizaron a la nueva especie con el nombre de ommata (ojo en griego) en referencia a la mancha distintiva de su dorso, y la asignaron al género Discopyge. En 1948, Henry Bryant Bigelow y William Charles Schroeder crearon el nuevo género Diplobatis para esta especie basándose en la subdivisión de sus orificios nasales, única en aquel momento. Desde entonces se han descrito otras tres especies de Diplobatis en el Atlántico. Las especies del Atlántico se parecen más entre sí en morfología que a la raya eléctrica ocelada, aunque en conjunto las cuatro especies de Diplobatis son extremadamente similares. Otro nombre común para esta especie es «raya diana».

## Descripción
El disco de la aleta pectoral de la raya eléctrica ocelada tiene forma de corazón o de paleta y es ligeramente más ancho que largo. Un par de grandes órganos eléctricos en forma de riñón son visibles a través de la piel a ambos lados de la cabeza. Los pequeños ojos están seguidos de espiráculos más pequeños, que tienen de siete a diez pequeñas proyecciones redondeadas en sus bordes. El hocico es ampliamente redondeado, con cada orificio nasal dividido en dos aberturas por un puntal. Entre los orificios nasales hay una cortina de piel con el margen posterior de liso a suavemente ondulado. La pequeña boca forma una línea transversal; el borde de la mandíbula inferior es festoneado, y cuando está cerrada suele ocultar los dientes. Hay entre 14 y 16 filas de dientes en cada mandíbula. Los dientes, pequeños y puntiagudos, se hacen progresivamente más largos y afilados hacia el dorso, y están dispuestos en forma de quincunce. En la parte inferior del disco hay cinco pares de pequeñas hendiduras branquiales.
Las grandes aletas pélvicas se originan bajo el disco y tienen los márgenes posteriores convexos. Los machos adultos tienen pinzas muy cortas y gruesas. La cola, ancha y aplanada, es más corta que el disco y presenta un pliegue de piel a ambos lados. Hay dos aletas dorsales pequeñas, ambas con ápices entre redondeados y angulosos; la primera es ligeramente más pequeña que la segunda, y su posición varía desde encima hasta detrás de las aletas pélvicas. La aleta caudal es triangular con ángulos redondeados, y es aproximadamente simétrica por encima y por debajo. La piel es blanda y carece por completo de dentículos dérmicos.
La coloración dorsal de la raya eléctrica ocelada es extremadamente variable, siendo la única constante el gran ocelo («eyespot») en el centro del dorso. El centro del ocelo es negro o amarillo y está rodeado de anillos concéntricos oscuros y claros que pueden ser continuos o discontinuos. El resto de la superficie superior suele ser de color marrón claro con numerosos puntos oscuros finos; también puede haber puntos claros, manchas oscuras más grandes y/o jaspeado marrón irregular. Algunos ejemplares son de color marrón claro u oscuro con el ocelo negro. La parte del disco situada delante de los ojos es marrón con hasta cinco manchas más oscuras. El dibujo dorsal se extiende a menudo a los márgenes de la aleta ventral; por lo demás, la parte inferior es de color blanco a crema. Esta especie alcanza los 25 cm de longitud.

## Distribución y hábitat
La raya eléctrica ocelada es común en las aguas costeras tropicales del Pacífico oriental. Su área de distribución se extiende tan al norte como el Golfo de California y Bahía San Juanico en Baja California Sur, y tan al sur como Ecuador. Es una especie que vive en el fondo, se ha registrado desde la zona intermareal hasta una profundidad de 94 m. El hábitat preferido de esta raya son las bahías arenosas, aunque también se puede encontrar sobre fondos de escombros, terrenos rocosos y lechos de rodolitos.

## Biología y ecología

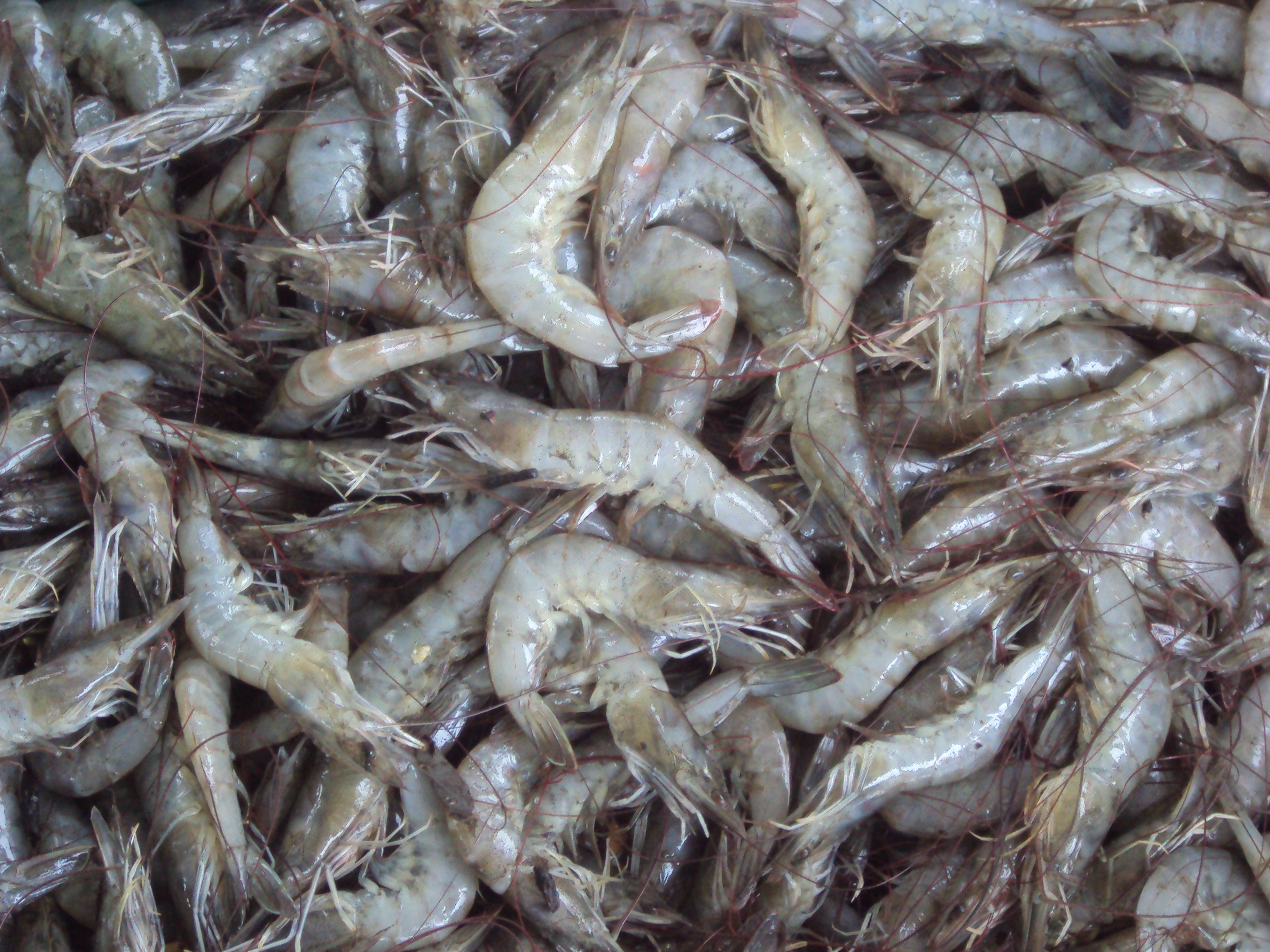
La dieta de la raya eléctrica ocelada incluye camarones.

Como el resto de su familia, la raya eléctrica ocelada puede defenderse produciendo una descarga eléctrica moderada. Durante el día, esta raya solitaria pasa la mayor parte del tiempo parcialmente enterrada en la arena, a menudo cerca de arrecifes rocosos. Por la noche es más activa y utiliza sus aletas pélvicas para «saltar» por el fondo marino. Se alimenta de pequeños crustáceos, como anfípodos y camarones, así como de gusanos poliquetos. Entre los parásitos documentados de esta especie se encuentran las tenias Acanthobothrium dollyae, A. maryanskii y A. royi, y el tremátodo Anaporrhutum euzeti. Aunque se desconocen los detalles reproductivos, la raya eléctrica ocelada es presumiblemente vivípara, con los embriones en desarrollo sustentados primero por el vitelo y más tarde por el histotrofo («leche uterina») producido por la madre, como en otras rayas eléctricas. Las hembras maduran sexualmente con menos de 19 cm (7,5 pulgadas) de longitud; se desconoce el tamaño de maduración de los machos.

## Interacción con los humanos
La descarga de la raya eléctrica ocelada no es peligrosa para los humanos. Aparece ocasionalmente en el comercio de acuarios domésticos, pero es difícil de mantener porque necesita invertebrados vivos para alimentarse. La raya eléctrica ocelada y otras rayas eléctricas se utilizan como organismos modelo en la investigación biomédica porque sus órganos eléctricos son ricos en canales iónicos y receptores de acetilcolina, que desempeñan funciones importantes en el sistema nervioso humano. La proteína agrina, que concentra los receptores de acetilcolina durante el desarrollo embrionario humano, se aisló por primera vez de esta especie. Aunque la raya eléctrica ocelada no se utiliza económicamente, es capturada incidentalmente por los arrastreros camaroneros. No se ha cuantificado su mortalidad por pesca, pero se cree que es elevada, teniendo en cuenta que se sabe que las operaciones de arrastre en el Atlántico capturan especies Diplobatis en grandes cantidades. También es probable que la tasa de capturas esté subestimada debido a una identificación problemática. Dada la restringida área de distribución de esta especie y la intensidad de la pesca de arrastre en su hábitat, la Unión Internacional para la Conservación de la Naturaleza (UICN) la ha clasificado como especie menos preocupante.